# Campionati mondiali di sci alpino 1931
I Campionati mondiali di sci alpino 1931 si svolsero a Mürren in Svizzera.

## Uomini

### Discesa libera
| Posizione | Atleta        | Nazione  |
| --------- | ------------- | -------- |
| 1         | Walter Prager | Svizzera |
| 2         | Otto Furrer   | Svizzera |
| 3         | Willi Steuri  | Svizzera |

### Slalom
| Posizione | Atleta        | Nazione  |
| --------- | ------------- | -------- |
| 1         | David Zogg    | Svizzera |
| 2         | Anton Seelos  | Austria  |
| 3         | Friedl Däuber | Germania |

## Donne

### Discesa libera
| Posizione | Atleta          | Nazione     |
| --------- | --------------- | ----------- |
| 1         | Esmé Mackinnon  | Regno Unito |
| 2         | Nell Carroll    | Regno Unito |
| 3         | Irma Schmiedegg | Austria     |

### Slalom
| Posizione | Atleta                 | Nazione     |
| --------- | ---------------------- | ----------- |
| 1         | Esmé Mackinnon         | Regno Unito |
| 2         | Inge Wersin-Lantschner | Austria     |
| 3         | Jeanette Kessler       | Regno Unito |

## Medagliere
| Pos | Nazione     | Oro | Argento | Bronzo | Totale |
| --- | ----------- | --- | ------- | ------ | ------ |
| 1   | Svizzera    | 2   | 1       | 1      | 4      |
| 1   | Regno Unito | 2   | 1       | 1      | 4      |
| 3   | Austria     | 0   | 2       | 1      | 3      |
| 4   | Germania    | 0   | 0       | 1      | 1      |